# Nottingham Challenger II 2025 - Doppio
Il doppio del torneo di tennis professionistico Nottingham Challenger II 2025, facente parte della categoria Challenger 50 nell'ambito dell'ATP Challenger Tour 2025, si è giocato dal 7 al 13 luglio a Nottingham, nel Regno Unito. Tra le coppie partecipanti erano assenti Jonáš Forejtek e Michael Vrbenský, i detentori del titolo.
In finale Scott Duncan e James MacKinlay hanno sconfitto Charles Broom e Mark Whitehouse con il punteggio di 7–5, 4–6, [20–18].

## Teste di serie
1. Charles Broom /  Mark Whitehouse (finale)
2. Patrick Kaukovalta /  Patrik Niklas-Salminen (quarti di finale)

1. Tom Hands /  Harry Wendelken (semifinali)
2. Scott Duncan /  James MacKinlay (campioni)

## Wildcard
1. Lui Maxted /  Connor Thomson (primo turno, ritirati)

1. Luca Pow /  Charlie Robertson (primo turno)

## Ranking protetto
1. Kenny de Schepper /  Il'ja Ivaška (primo turno)

## Alternate
1. Jan Hrazdil /  Patrick Zahraj (semifinali, ritirati)

## Tabellone

### Legenda
| - Q = Qualificato - WC = Wild card - LL = Lucky loser | - ALT = Alternate - SE = Special Exempt - PR = Protected Ranking | - w/o = Walkover - r = Ritirato - d = Squalificato |

|  | Primo turno | Primo turno                       | Primo turno                       | Primo turno                    | Primo turno |  |  | Quarti di finale | Quarti di finale               | Quarti di finale               | Quarti di finale    | Quarti di finale   |                    |     | Semifinali | Semifinali                    | Semifinali           | Semifinali                   | Semifinali |   |      | Finale | Finale | Finale | Finale | Finale |  |
|  |             |                                   |                                   |                                |             |  |  |                  |                                |                                |                     |                    |                    |     |            |                               |                      |                              |            |   |      |        |        |        |        |        |  |
|  | 1           | C Broom M Whitehouse              | C Broom M Whitehouse              | 7                              | 6           |  |  |                  |                                |                                |                     |                    |                    |     |            |                               |                      |                              |            |   |      |        |        |        |        |        |  |
|  |             | F Bass L Hignett                  | F Bass L Hignett                  | 64                             | 1           |  |  | 1                | C Broom M Whitehouse           | C Broom M Whitehouse           | 6                   | 715                |                    |     |            |                               |                      |                              |            |   |      |        |        |        |        |        |  |
|  |             | M Martineau A Reymond             | M Martineau A Reymond             | 6                              | 6           |  |  |                  | M Martineau A Reymond          | M Martineau A Reymond          | 4                   | 613                |                    |     |            |                               |                      |                              |            |   |      |        |        |        |        |        |  |
|  |             | A Kalyanpur D Sharan              | A Kalyanpur D Sharan              | 3                              | 3           |  |  |                  |                                |                                |                     |                    |                    |     | 1          | C Broom M Whitehouse          | 7                    | 5                            | [10]       |   |      |        |        |        |        |        |  |
|  | 3           | T Hands H Wendelken               | 2                                 | 6                              | [10]        |  |  |                  |                                | 3                              | T Hands H Wendelken | 65                 | 7                  | [6] |            |                               |                      |                              |            |   |      |        |        |        |        |        |  |
|  | WC          | L Pow C Robertson                 | 6                                 | 2                              | [6]         |  |  | 3                | T Hands H Wendelken            | T Hands H Wendelken            | 6                   | 7                  |                    |     |            |                               |                      |                              |            |   |      |        |        |        |        |        |  |
|  | PR          | K de Schepper I Ivaška            | K de Schepper I Ivaška            | 4                              | 2           |  |  |                  | L Broady B Jones               | L Broady B Jones               | 3                   | 65                 |                    |     |            |                               |                      |                              |            |   |      |        |        |        |        |        |  |
|  |             | L Broady B Jones                  | L Broady B Jones                  | 6                              | 6           |  |  |                  |                                |                                |                     |                    |                    |     | 1          | Charles Broom Mark Whitehouse | 5                    | 6                            | [18]       |   |      |        |        |        |        |        |  |
|  |             | J Story M Summers                 | J Story M Summers                 | 6                              | 7           |  |  |                  |                                |                                |                     |                    |                    |     |            |                               | 4                    | Scott Duncan James MacKinlay | 7          | 4 | [20] |        |        |        |        |        |  |
|  |             | M Janvier A Virgili               | M Janvier A Virgili               | 3                              | 64          |  |  |                  | J Story M Summers              | 3                              | 6                   | [8]                |                    |     |            |                               |                      |                              |            |   |      |        |        |        |        |        |  |
|  |             | N Budkov Kjær L Hellum Lilleengen | N Budkov Kjær L Hellum Lilleengen | 2                              | 2           |  |  | 4                | S Duncan J MacKinlay           | 6                              | 1                   | [10]               |                    |     |            |                               |                      |                              |            |   |      |        |        |        |        |        |  |
|  | 4           | S Duncan J MacKinlay              | S Duncan J MacKinlay              | 6                              | 6           |  |  |                  |                                |                                |                     |                    |                    |     | 4          | S Duncan J MacKinlay          | S Duncan J MacKinlay | S Duncan J MacKinlay         | w/o        |   |      |        |        |        |        |        |  |
|  | Alt         | J Hrazdil P Zahraj                | J Hrazdil P Zahraj                | 6                              | 6           |  |  |                  |                                | Alt                            | J Hrazdil P Zahraj  | J Hrazdil P Zahraj | J Hrazdil P Zahraj |     |            |                               |                      |                              |            |   |      |        |        |        |        |        |  |
|  |             | N Schell H Stewart                | N Schell H Stewart                | 2                              | 2           |  |  | Alt              | J Hrazdil P Zahraj             | J Hrazdil P Zahraj             | 6                   | 7                  |                    |     |            |                               |                      |                              |            |   |      |        |        |        |        |        |  |
|  | WC          | L Maxted C Thomson                | L Maxted C Thomson                | L Maxted C Thomson             |             |  |  | 2                | P Kaukovalta P Niklas-Salminen | P Kaukovalta P Niklas-Salminen | 2                   | 64                 |                    |     |            |                               |                      |                              |            |   |      |        |        |        |        |        |  |
|  | 2           | P Kaukovalta P Niklas-Salminen    | P Kaukovalta P Niklas-Salminen    | P Kaukovalta P Niklas-Salminen | w/o         |  |  |                  |                                |                                |                     |                    |                    |     |            |                               |                      |                              |            |   |      |        |        |        |        |        |  |